# أونداروا
بلدية أونداروا (بالإسبانية: Ondarroa)‏ هي بلدية تقع في مقاطعة بيسكاي, التي تقع في منطقة الباسك شمالي إسبانيا.

## توأمة
لأونداروا اتفاقيات توأمة مع:
- سانتا فلافيا

## أعلام
- اريتز سولابارتا ارنزمندي
- أسيير إتسكابورو
- كيبا أريزابالاغا
- إينيغو مارتينيز

## وصلات خارجية
- (بالإسبانية)